# 文月 (睦月型駆逐艦)
文月（ふみづき）は日本海軍の駆逐艦。睦月型駆逐艦の7番艦である。艦名は旧暦7月のこと。同名艦にロシアからの戦利艦である山彦型駆逐艦の「文月」がある為、こちらは「文月 (2代)」や「文月II」などとも表記される。

## 艦歴
1923年（大正12年）度計画艦。1924年（大正13年）10月20日、藤永田造船所で起工。当初の起工予定日は11月10日であったが、工事上の都合により変更された。11月10日、制式に「第二十九号駆逐艦」と命名される。同日附で一等駆逐艦に類別。
1926年7月3日に竣工、佐世保鎮守府に所属した。1928年（昭和3年）8月1日附で「文月」と改名された。

### 太平洋戦争
太平洋戦争開戦時、「文月」は姉妹艦「皐月」、「水無月」、「長月」と共に、引き続き第22駆逐隊を編制していた。
フィリピン攻略戦、ジャワ島攻略戦、バタビア沖海戦などに参加する。その後はジャワ海方面で船団護衛に従事する。1942年（昭和17年）9月16日、内地、台湾間の船団護衛中に日本郵船の勝鬨丸と衝突し大破、12月まで修理を行った。12月10日、第22駆逐隊は解隊された。

### 昭和十八年前半の戦い
1943年（昭和18年）1月20日、駆逐艦「長月、皐月、文月」は連合艦隊および南東方面部隊の指導・下令により第八艦隊(外南洋部隊)に編入。前後して編入された「川内、白雪、雪風、夕雲」等と共に、同月末からのガダルカナル島撤収作戦（ケ号作戦）に参加した。
第1回作戦（指揮官橋本信太郎第三水雷戦隊司令官、参加駆逐艦：巻波、舞風、江風、黒潮、白雪、文月、皐月、長月、風雲、巻雲、夕雲、秋雲、谷風、浦風、浜風、磯風、時津風、雪風、大潮、荒潮）では、「文月」はエスペランス岬警戒隊（巻波《第三水雷戦隊旗艦》、一番隊《舞風、江風、黒潮》、二番隊《白雪、文月》）に所属していた。
2月1日、ガ島に向け進撃中に米軍機の空襲を受け旗艦「巻波」が至近弾により中破し、「文月」は同艦を曳航してショートランド泊地へ退避する。三水戦司令官は「白雪」に旗艦を変更、また「夕雲、巻雲」を輸送隊から警戒隊に編入した。撤収作戦中、「巻雲」は機雷に触れて航行不能となり「夕雲」によって処分された。
2月4日、日本海軍は喪失した「巻雲」の代艦として駆逐艦「朝雲、五月雨」を増強する。またカビエン待機の「川内」、ショートランド待機の「巻波、夕霧」を支援隊に区分し、第2回撤収作戦を実施する。
「皐月、長月、文月」はカミンボ撤収隊の四番隊に区分され、警戒任務を与えられる。
ガ島に向け進撃中に空襲を受け「舞風」が損傷・航行不能となり、「長月」に曳航されて退避した。増援部隊指揮官(三水戦司令官)の旗艦「白雪」は機械故障により途中で引き返し、三水戦司令官は「江風」に移動して将旗を掲げた。撤退作戦そのものは成功した。
2月7日の第3回作戦も第2回作戦とほぼ同兵力で実施され、第一連隊（指揮官　第三水雷戦隊司令官：旗艦「白雪」）は一番隊（白雪、黒潮）、二番隊（朝雲、五月雨）、三番隊（時津風、雪風、皐月、文月）、四番隊（大潮、荒潮）、第二連隊（風雲、夕雲、秋雲、長月、谷風、浦風、浜風、磯風）という区分だった。途中「磯風」が爆撃により中破したが、撤退作戦は成功した。
ケ号作戦を終えた「皐月、文月、長月」は中部ソロモン方面の輸送に従事した。2月12日-14日、「皐月、文月」は運送艦「野島」を護衛してショートランド〜コロンバンガラ島輸送を実施。つづいて2月中旬以降の丙号輸送部隊（青島市〜パラオ〜ウェワク）に編入された。陸軍第41師団主力を青島から東部ニューギニア・ウェワクへ輸送する作戦である。2月14日附で第一輸送隊（軽巡2隻《北上、大井》、讃岐丸、相良丸）に駆逐艦「夕雲、風雲」、第二輸送隊（清澄丸、護国丸、愛国丸）に「朝雲、五月雨」、第三輸送隊（聖川丸、靖国丸、浮島丸、磯波）に「秋雲、長月」、第四輸送隊（壽山丸、新京丸、新玉丸、夕暮）に「皐月、文月」が、各輸送隊の護衛艦に加えられる。また空母「瑞鳳」艦載機がウェワクへ進出して輸送船団を護衛し、同艦基地要員をウェワクへ輸送した「天津風、浦風」は大破中の「春雨」を曳航してトラックへ戻った。第四次輸送隊は2月26日ウェワクに到着して任務を終了した。
この輸送作戦中の2月25日、卯月型4隻（皐月、水無月、文月、長月）で第22駆逐隊が再編制される。3月1日時点で第22駆逐隊は第8駆逐隊、第11駆逐隊、第19駆逐隊と共に第三水雷戦隊（司令官木村昌福少将：旗艦「川内」）に所属していた。だが3月3日のビスマルク海海戦で第三水雷戦隊は駆逐艦4隻（時津風、朝潮、荒潮、白雪）と輸送船8隻を喪失、司令官木村昌福少将負傷という大損害を受けている。3月10-11日、「文月、水無月」はサンタイサベル島レカタ基地へ物資輸送を実施した。3月15-16日、「文月、水無月」はスルミ輸送を実施した。3月30日、「文月、長月、皐月、水無月」は陸兵800名と物資弾薬80トンをニューギニア島東部フォン半島フィンシュハーフェンへ輸送し、帰路では後送者（陸兵600名）を収容した。「文月」はB-17重爆1機に攻撃され、若干の損害を受けた。
『い号作戦』実施中の4月2日、第22駆逐隊（文月、長月、皐月、水無月）はフィンシュハーフェン輸送を企図しカビエンを出撃するが、米軍機の触接を受けたため輸送作戦を中止。4月3日早朝、カビエン西方でB-17の爆撃をうけた「文月」は至近弾により機関室浸水の被害を受ける。また同日の空襲でカビエン港停泊中の重巡洋艦「青葉」が大破・擱座した。「文月」は内地に回航され、佐世保海軍工廠で修理に従事した。

### 昭和十八年後半の戦い
修理を終えた「文月」は8月21日に佐世保を出発、サイパンとトラック泊地に短期間滞在したのち、9月上旬以降ラバウルへ進出して第三水雷戦隊（司令官伊集院松治大佐）と合流する。「文月」修理中に駆逐艦「初雪、三日月、長月」が沈没し、第三水雷戦隊は軽巡「川内」以下第11駆逐隊（天霧、夕霧）、第30駆逐隊（卯月、望月）、第22駆逐隊（文月、皐月、水無月）となっていた。この頃、ニュージョージア島の戦いにおける日本軍の敗北は決定的となり、コロンバンガラ島からブーゲンビル島への撤退作戦（セ号作戦）が発動される。それに向けて従来の襲撃部隊（磯風、時雨）等に加え、駆逐艦「夕雲、風雲、秋雲、皐月(修理完了9月16日進出)、水無月(修理完了9月17日進出)、五月雨」が逐次増援部隊に加わった。9月20-22日、ブカ島第一次輸送隊（時雨、松風）・ブイン輸送隊（皐月、文月）・ブカ島第二次輸送隊（天霧、松風）はラバウルからブカ島もしくはブインへの輸送作戦を実施した。9月28日-30日、襲撃部隊（夜襲部隊《旗艦「秋雲」、磯風、風雲、夕雲、時雨、五月雨》、輸送隊《皐月、水無月、文月》、警戒隊《天霧》、陽動隊《松風》）と舟艇機動部隊（指揮官種子島洋二少佐：水雷艇、大発動艇部隊）はセ号作戦第一次撤収作戦を実施した。10月1日、襲撃部隊に駆逐艦「夕凪」を加えて第二次撤収が実施された。米艦隊・魚雷艇の攻撃により大発動艇部隊に被害を出したが、『セ号作戦』は概ね成功した。
コロンバンガラ島からの撤退に伴いベララベラ島を維持する必要がなくなったため、第八艦隊は南東方面艦隊の反対を押し切る形で同島守備隊（鶴屋部隊）の撤退作戦を発動した。参加兵力は、夜襲部隊（三水戦司令官伊集院大佐直率、秋雲《旗艦》、風雲、夕雲、磯風、時雨、五月雨）、輸送部隊（文月、夕凪、松風）、収容部隊（第31駆潜隊、艦載水雷艇、大発動艇）及び護衛戦闘機である。これを迎撃するため米軍駆逐艦6隻が出動し、このうち3隻が第三水雷戦隊と交戦した（10月6日-7日第二次ベララベラ海戦）。日本側は「夕雲」が沈没、米軍は「シュバリエ」が沈没し他2隻が大破、ベララベラ島からの鶴屋部隊撤収も成功した。
第三水雷戦隊は休む間もなくラバウル周辺（ニューブリテン島やブーゲンビル島）への輸送作戦に従事した。10月8-9日、「文月」はブカ島へ輸送作戦を実施するが、爆撃を受け至近弾により小破した。10月21-22日、「皐月、文月、夕凪」はダンピールへ輸送を実施した。10月24日には「望月、卯月」が輸送作戦中に空襲を受け、「望月」が沈没。また「時雨、白露、五月雨」によるイボキ輸送作戦中に「時雨」が至近弾により小破（輸送作戦中止）のため、10月24-25日に「皐月、文月」、10月29-30日に「卯月、文月」によるイボキ輸送を実施した。一連の輸送作戦中に「皐月」は座礁して最大発揮速力16ノットとなり、入渠修理が必要となった。
10月下旬、連合軍はブーゲンビル島と周辺諸島に上陸を開始（ブーゲンビル島の戦い）、それに伴う『ろ号作戦』およびブーゲンビル島沖航空戦が始まる。
10月31日14時30分、第五戦隊司令官大森仙太郎少将は、重巡洋艦2隻（妙高、羽黒）、軽巡「川内」、駆逐艦「文月、水無月、時雨、五月雨」を率いてラバウルを出撃、モノ島方面に進出するが米艦隊を発見できず、ラバウルへ引き返した。11月1日、米軍がブーゲンビル島タロキナに上陸したことが判明し、第八方面軍と南東方面艦隊はタロキナへの逆上陸輸送作戦を緊急立案する。連合襲撃部隊本隊（総指揮官兼五戦隊司令官大森少将：妙高、羽黒）、第一警戒隊（三水戦司令官伊集院少将：川内、時雨、五月雨、白露）、第二警戒隊（第十戦隊司令官大杉守一少将：阿賀野、長波、初風、若月）、輸送隊（第11駆逐隊司令山代勝守大佐：天霧、夕凪、文月、卯月、水無月《単艦ブカ島輸送》）という戦力が揃う。輸送隊は15時30分にラバウルを出撃したが、上陸に使用する小発動艇の搭載に手取り、連合襲撃部隊本隊との合流は予定より遅れた。このため逆上陸成功の見込みがなくなったため、大森司令官は輸送隊（水無月を除く）のラバウル帰投を命じた（2日0440ラバウル着）。
11月1日深夜-2日日付変更後、日本軍連合襲撃部隊はアーロン・S・メリル少将率いる巡洋艦4隻・駆逐艦8隻と交戦。第三水雷戦隊旗艦「川内」と駆逐艦「初風」を喪失し、米軍輸送船団撃破にも失敗して敗北した。
日本軍はなおもタロキナへの逆上陸を諦めておらず、第十一航空艦隊、挺身輸送隊（第十戦隊司令官：若月《旗艦》、風雲、天霧、文月、卯月、夕凪）、護衛艦隊（第二艦隊司令長官栗田健男中将：愛宕、高雄、摩耶、鳥海、能代等）による挺身上陸作戦を立案した。11月5日、米軍機動部隊はラバウルに到着したばかりの栗田艦隊に全力攻撃（戦闘機52、艦爆22、艦攻23）を実施、「愛宕、高雄、摩耶、最上、筑摩、能代、阿賀野、藤波、若月」に大小の損害を与えて作戦続行不能とした（ラバウル空襲）。輸送隊は空襲警報発令と共に湾外に脱出して被害を受けず、「風雲、文月」のみ一旦出撃したが作戦中止の下令があってラバウルへ戻った。栗田中将の重巡洋艦部隊をトラック泊地へ送り返したのち、南東方面艦隊は第二水雷戦隊・第三水雷戦隊・第十戦隊による挺身輸送部隊を編制した。第一支援隊（阿賀野、若月、風雲、浦風）、第二支援隊（能代、早波、藤波、時雨）、挺身輸送隊（警戒隊《大波、巻波、長波》、挺身輸送隊《天霧、文月、卯月、夕凪》）、ブカ島輸送隊（夕張《11月3日ラバウル着》、水無月）という配置が決まる。11月6日の出撃時、「藤波」は応急修理が間に合わず出撃不能、「時雨」は舵故障修理のためブカ島輸送隊（夕張、水無月、時雨）にまわされ、警戒隊「長波」は第二支援隊として出撃した。7日0000以降輸送隊はタロキナに到着して兵員を揚陸したが、米艦隊との戦闘は起きず、また揚陸した部隊も特に戦果はなかった。11月8日、第三水雷戦隊旗艦は「五月雨」から「天霧」を経て軽巡「夕張」に変更された。
11月11日、ラバウルは再び米軍機動部隊艦載機の空襲を受ける。「涼波」が沈没、「長波」が大破航行不能、「阿賀野」が被雷により舵故障、「浦月、若月」が若干の損傷を受けた。これにより「阿賀野、能代、浦風、若月」等の第十戦隊、第二水雷戦隊各艦がトラック泊地へ後退、南東方面艦隊の襲撃部隊は「夕張、天霧、文月、水無月、卯月、夕凪、大波、長波《航行不能》、巻波、秋風、夕霧」となった。11月24日、ブカ島輸送に向かった「大波、巻波、天霧、夕霧、卯月」はアーレイ・バーク大佐の米軍駆逐艦5隻に襲撃されて「大波、巻波、夕霧」が沈没し、第31駆逐隊司令香川清登大佐や吉川潔大波艦長が戦死した（セント・ジョージ岬沖海戦）。「天霧、卯月」のみラバウルへ生還、第三水雷戦隊は貴重な駆逐艦3隻を喪失した。連合軍はタロキナに新たな飛行場を整備、日本軍航空隊を圧倒した。制海権・制空権ともに米軍が掌握して日本軍のラバウル方面防衛線は完全に崩壊したが、それでも第三水雷戦隊や潜水艦による輸送作戦は続けられた。

### 昭和十八年末期・昭和十九年初頭の戦い
11月下旬、ニューブリテン島のラバウルから同島各地へ輸送作戦が実施されたが、それすら『当方面前線ニ於ケル駆逐艦輸送ノ危険性ハ前月暗期来愈々増大セリ』という状態になっていた。11月19-12月1日のガロベ輸送（夕張、巻波、天霧、卯月、夕凪）で「夕張」が小破。11月25日、「文月、秋風、夕凪」によるダンピール岬輸送を実施。11月27日と29日に「文月、水無月」によるイボキ輸送、12月1日に「文月、水無月、秋風」によるイボキ輸送を実施。12月前半は月明期のため駆逐艦輸送が出来ず、「夕張、文月、水無月、卯月」はトラック泊地へ後退して整備することになり、第三水雷戦隊司令部は12月2日をもってラバウル陸上へ移動した。12月16日附で第三水雷戦隊司令官は秋山少将から中川浩少将に交代、17日に着任した。トラック泊地へ回航中艦艇のうち「夕張」は内地へ帰投し、「文月、水無月、卯月」は19日にラバウルへ帰着、また内地修理を終えた「皐月、松風」も到着、第十一航空艦隊所属の駆逐艦「太刀風」も第三水雷戦隊の指揮下に入った。
12月下旬の輸送作戦は、イボキ輸送（21日：水無月、皐月）、ガロベ輸送（22日：文月、夕凪。23日：水無月、松風。25日：文月、水無月）、ガブブ輸送（22日：太刀風《不成功》。25日と28日：松風、夕凪。26日と30日：漣、曙。29日：文月、皐月。31日：松風、皐月）であった。幾度も空襲を受けながら「水無月」22日小破以外の損害を受けなかった理由について、三水戦の戦闘詳報には『各艦ガ仮称電波探知機ノ利用ニ概ネ慣熟シ被爆前蛇行運動機銃射撃等機先ヲ制シ得ルニ至レルニ由ル処大ナリト認ム』と記載されている。
12月から1月にかけて独立混成第一連隊のニューアイルランド島カビエンへの輸送（戊号輸送）が行なわれ、南東方面艦隊もカビエン周辺の警戒と対潜掃蕩のため、第22駆逐隊（皐月、文月）を派遣することになった。1944年（昭和19年）1月3日、「文月、皐月」は輸送隊掩護のためラバウルを出撃、カビエンへ向かった。1月4日午前1時、カビエン着。戊号二号輸送部隊（重巡《妙高、羽黒、利根》、駆逐艦《白露、藤波》）が同日0433カビエン着、午前6時には揚陸を終えてトラックへ向かった。「文月、皐月」は舟艇などの後始末をして午前7時にはカビエンを出発、ラバウルへ向かう。この時、索敵中の陸上攻撃機がカビエン東約170浬に空母2隻、戦艦2隻、巡洋艦駆逐艦5隻の機動部隊を発見し、各方面に通達していた。米軍機動部隊艦載機約80機は戊第二号輸送部隊を発見できず「皐月、文月」に殺到する。2隻は直撃弾こそなかったものの、至近弾および機銃掃射により両艦死傷計40名以上を出し、撃墜15機（不確実6）を記録した。間接的に戊二号輸送部隊を護った「文月、皐月」は第八艦隊長官より表彰電を送られた。
1月前半は月明期のため輸送作戦は実施できず、「文月」を含めた各艦はトラック方面に移動していた。連合艦隊は1月15日附で第4駆逐隊（野分、舞風、山雲）を南東方面艦隊に編入、18日附で「漣《書類上》、曙」を北方部隊（第五艦隊）に復帰させた。当時の南東方面部隊襲撃部隊は、一番隊（舞風、野分、山雲）、二番隊（文月、水無月、皐月、松風）、附属（夕張、天霧、夕月、秋風、夕凪）という戦力である。「文月」は1月20日、第4駆逐隊と「国洋丸」は1月22日、「秋風」は25日にラバウルへ到着。「文月、松風、秋風、山雲」により1月22-29日までツルブ輸送を実施した。1月下旬以降、ラバウルでの艦船燃料調達が難しくなり、2月上旬・中旬の月明期には襲撃部隊をトラック泊地へ後退させることになった。

### 沈没
1月30日、「文月」はラバウルでの空襲で至近弾により浸水、修理のためトラックへ回航された。2月7日、南東方面艦隊は輸送作戦再開に備えて指揮下艦艇に17日までのラバウル進出を命じる。だが第4駆逐隊は連合艦隊の命令により2月10日附で機動部隊復帰を下令され、ラバウルに帰る事はなかった。「夕月、水無月」は2月17日ラバウル着。その頃、トラック泊地に停泊していた駆逐艦「文月、太刀風、舞風、野分、時雨、春雨」はアメリカ軍空母艦載機の攻撃を受けた（トラック島空襲）。「文月」は修理のため主機を分解した状態であったため急遽復旧させ、片舷12ノットの速力で回避運動をとっていた。しかし機械室に直撃弾を受け浸水し航行不能となった他、至近弾も受けた。駆逐艦「松風」による曳航で擱座することが試みられたが、作業は空襲により中断。繰り返される空襲や浸水の増加により曳航できず、翌18日に沈没した。トラック島空襲では、他に巡洋艦「香取、阿賀野、那珂」、駆逐艦「舞風」を含め輸送船多数が撃沈されていた。
2月20日、「夕月、水無月」によるガブブ輸送が実施され、揚陸後の2隻はラバウルへ戻らずパラオへ直行。これが南東方面における最後の駆逐艦輸送となった。3月10日、第三水雷戦隊および「松風、秋風、夕凪」は中部太平洋方面部隊に編入され、南東方面艦隊襲撃部隊は解散した。
駆逐艦「文月」は3月31日附で
卯月型駆逐艦、
第22駆逐隊、
帝国駆逐艦籍
のそれぞれから除籍された。
現在、「文月」は月曜島(ウドット島)の北、水深37mの海底に沈んでいる。一番煙突と艦橋は倒壊してしまっており、艦橋部分で船体が分断され、艦首側は左舷方向に傾き、艦尾側は正立している。

## 歴代艦長
※『艦長たちの軍艦史』255-257頁による。

### 艤装員長
1. 吉田健介 中佐：1926年2月20日 -

### 艦長
1. 吉田健介 中佐：1926年7月3日 - 1926年12月1日
2. 山口実 中佐：1926年12月1日 - 1927年12月1日
3. 中田操 中佐：1927年12月1日 - 1928年12月10日
4. （兼）山本正夫 少佐：1928年12月10日[71] - 1929年11月1日[72]
5. （兼）古木百蔵 少佐：1929年11月1日[72] - 1929年11月30日[73]
6. 勝野実 少佐：1929年11月30日[73] - 1930年3月8日[74]
7. （兼）古木百蔵 少佐：1930年3月8日[74] - 1931年7月16日[75]
8. （兼）平井泰次 少佐：1931年7月16日[75] - 1931年11月2日[76]
9. （兼）藤田俊造 少佐：1931年11月2日[76] - 1931年12月1日[77]
10. 阿部俊雄 少佐：1931年12月1日 - 1933年11月15日
11. 山田雄二 少佐：1933年11月15日 - 1935年10月15日 ※1934年5月15日まで「長月」艦長兼務
12. 田中正雄 少佐：1935年10月15日 - 1936年12月12日[78]
13. 大島一太郎 少佐：1936年12月12日[78] - 1938年5月20日[79]
14. 鵜沢聡衛 少佐：1938年5月20日 - 1938年10月1日[80]
15. 本倉正義 少佐：1938年10月1日 - 1939年10月15日[81]
16. （兼）久保木英雄 少佐：1939年10月15日[81] - 1939年11月15日[82]
17. 山下正倫 少佐：1939年11月15日 - 1940年1月6日[83]
18. 中俣勇 少佐：1940年1月6日 - 1940年10月15日[84] ※9月1日から「長月」艦長兼務
19. 荒井靖夫 少佐：1940年10月15日 - 1941年9月10日[85]
20. 富岡忠雄 大尉：1941年9月10日 - 1942年1月30日[86]
21. 海老原太郎 大尉：1942年1月30日 -
22. 長倉義春 少佐：1943年11月1日 -

## ギャラリー

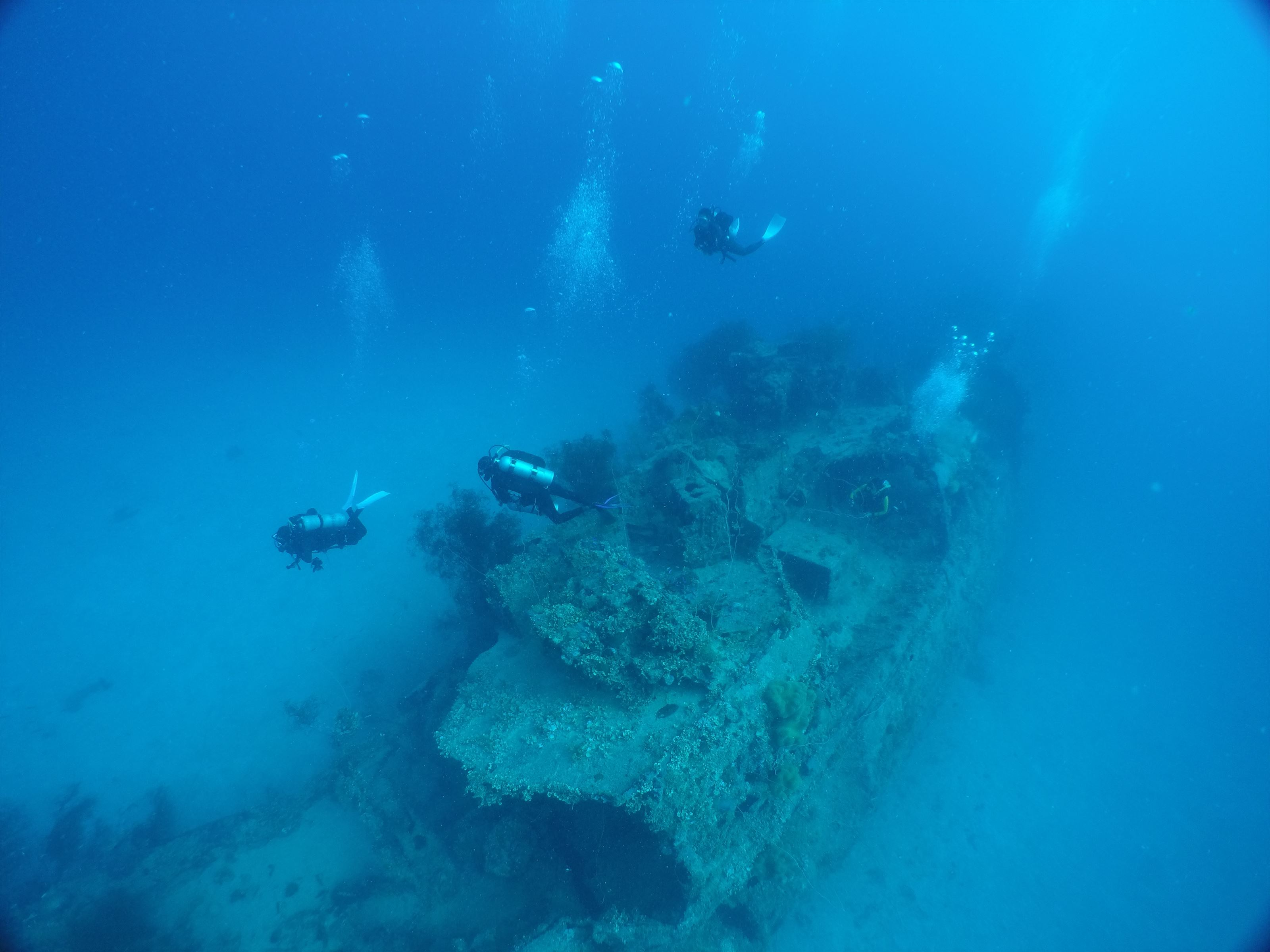
トラック環礁に沈む、文月
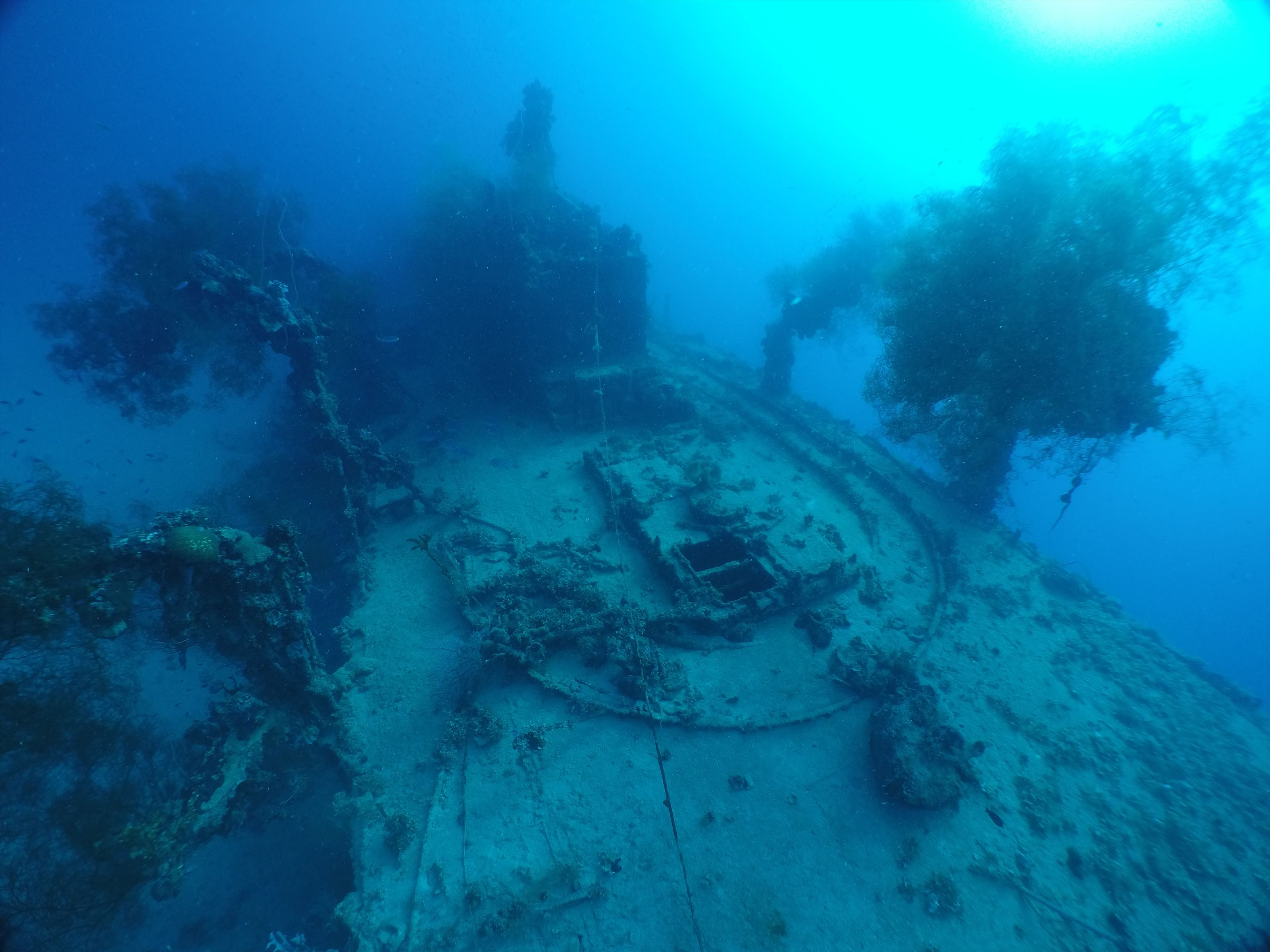
艦体の様子